# CSMA/CD
CSMA/CD je množica omrežnih protokolov uporabljenih za kontrolo pretoka. Definirajo uporabo (pošiljanje, sprejemanje) podatkov pri uporabi deljenega prenosnega medija. Kratico CSMA bi lahko razbili na :
- CS (Carier Sense) - prisluškovanje mediju in odkrivanje zasedenosti komunikacijskega kanala ter
- MA (Multiple access) - vsak podatek prispe vsem postajam znotraj medija

Standarizirana različica CSMA/CD protokola je znana pod imenom Ethernet.

## Delovanje
Algoritem prisluškovanja in pošiljanja podatkov je izredno preprost :
Vse postaje na komunikacijskem kanalu prisluškujejo medij. V kolikor medij ni zaseden in ima določena postaja pripravljen podatek za pošiljanje, se podatek pošlje. V nasprotnem primeru, postaja prekine prenos in počaka določen čas, ki se izračuna s pomočjo dvojiškega eksponentiranja.
Dodatno zmogljivost se da doseči tako, da, vsakič, ko določen odjemalec prejme pokvarjene pakete, pošiljalec preneha s pošiljanjem paketov za določen čas. (Cena zmogljivost tiči v razlogu, da je za večino pokvarjenih paketov kriva kolizija).